# Verbandsgemeinde Wallmerod
La comunità amministrativa di Wallmerod (Verbandsgemeinde Wallmerod) si trova nel circondario del Westerwald nella Renania-Palatinato, in Germania.

## Comuni
Fanno parte della comunità amministrativa i seguenti comuni:
| Comune, città               | Sup. (km²) | Abitanti |
| --------------------------- | ---------- | -------- |
| Arnshöfen                   | 2,94       | 169      |
| Berod bei Wallmerod         | 3,92       | 538      |
| Bilkheim                    | 2,65       | 477      |
| Dreikirchen                 | 3,70       | 1 031    |
| Elbingen                    | 2,29       | 333      |
| Ettinghausen                | 2,38       | 336      |
| Hahn am See                 | 3,70       | 391      |
| Herschbach (Oberwesterwald) | 4,63       | 911      |
| Hundsangen                  | 7,63       | 2 004    |
| Kuhnhöfen                   | 1,68       | 156      |
| Mähren                      | 1,59       | 213      |
| Meudt                       | 14,69      | 1 918    |
| Molsberg                    | 3,65       | 464      |
| Niederahr                   | 4,03       | 816      |
| Oberahr                     | 4,27       | 564      |
| Obererbach                  | 2,60       | 497      |
| Salz                        | 4,96       | 878      |
| Steinefrenz                 | 4,86       | 794      |
| Wallmerod                   | 2,66       | 1 457    |
| Weroth                      | 2,52       | 563      |
| Zehnhausen bei Wallmerod    | 1,57       | 188      |
| Verbandsgemeinde Wallmerod  | 82,93      | 14 698   |

(Abitanti al 31 dicembre 2021)